# Capanna Alpe d'Orino
La capanna Alpe d'Orino è un rifugio alpino situato nel comune di Bellinzona (frazione Gudo), nel Canton Ticino, nelle Alpi Lepontine, a 1.400 m s.l.m.

## Storia
Le baite che costituiscono il complesso sono state restaurate alla fine del secolo scorso, l'edificio che ospita il rifugio venne inaugurato nel 1992.

## Caratteristiche e informazioni
L'edificio principale disposto su due piani è ricavato all'interno di un vecchio edificio in muratura completamente restaurato con tetto in piode. Piano di cottura sia a legna, che a gas completo di utensili di cucina; refettorio unico per un totale di 17 posti.
Illuminazione con pannelli solari. Ampio piazzale esterno con tavoli e fontana.

## Accessi

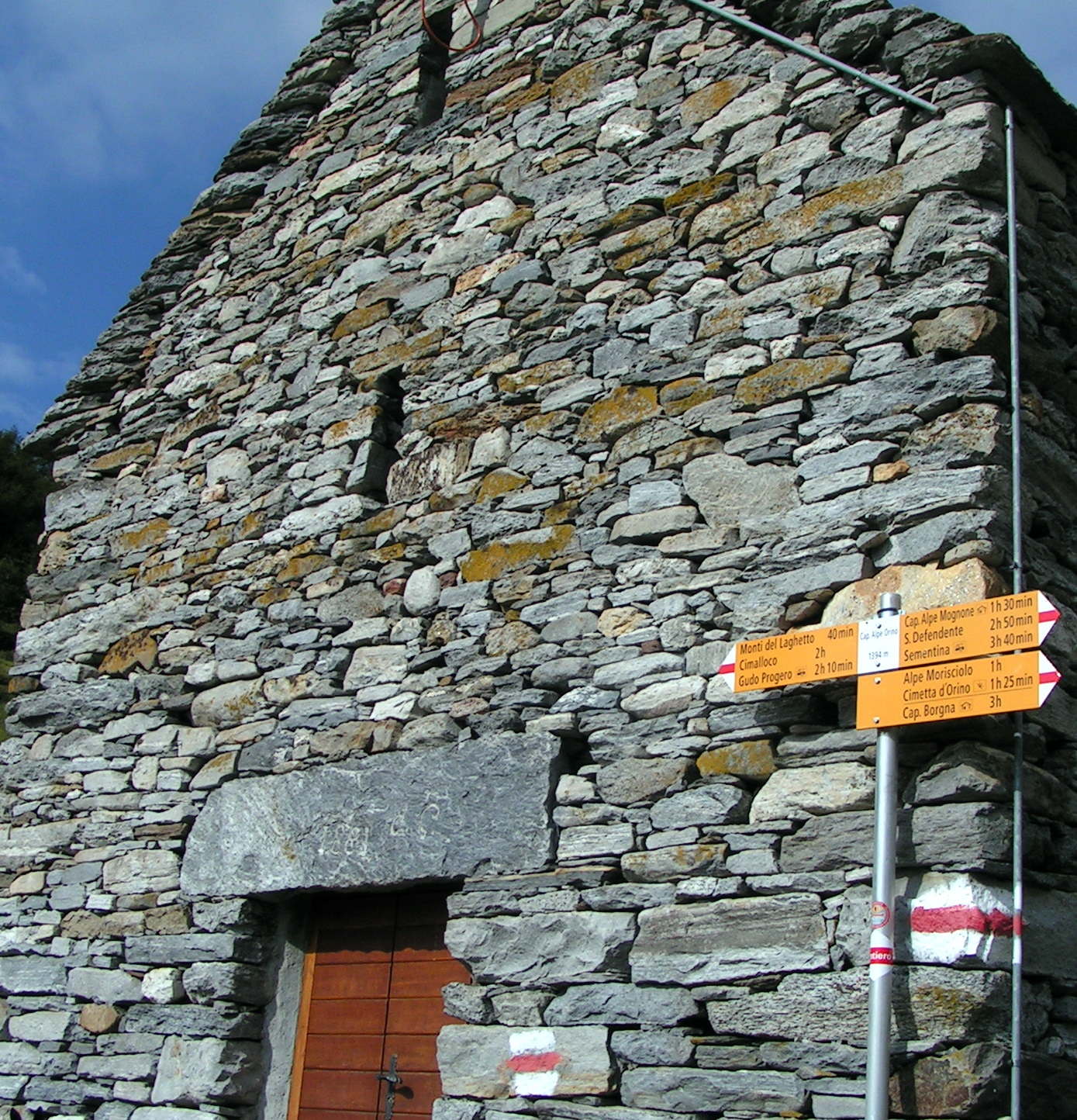
La facciata della capanna.

- Gudo 232 m - Gudo è raggiungibile anche con i mezzi pubblici. - Tempo di percorrenza: 3,30 ore - Dislivello: 1.200 metri - Difficoltà: T2
- Monti della Gana 1.286 m - I monti della Gana sono raggiungibili in auto. - Tempo di percorrenza: 2 ore - Dislivello: 200 metri - Difficoltà: T2
- Sementina 260 m - Sementina è raggiungibile anche con i mezzi pubblici. - Tempo di percorrenza: 1,30 ore - Dislivello: 400 metri - Difficoltà: T3.

## Ascensioni

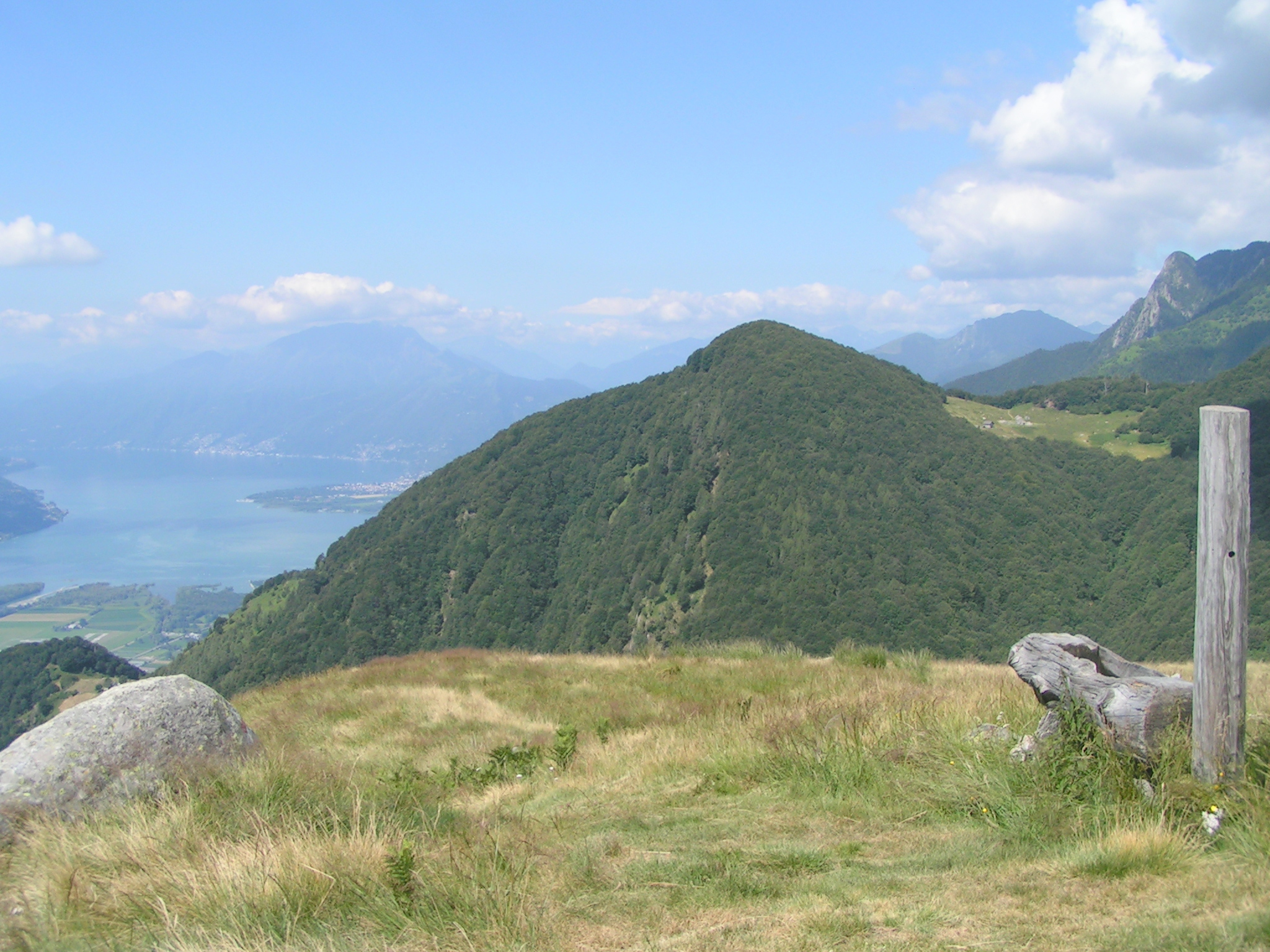
L'alpe Orino sulla destra, sullo sfondo il Lago Maggiore e sulla destra il Sassariente

- Cimetta d'Orino 1.787 m - Tempo di percorrenza: 4,30 ore - Dislivello: 1.200 metri - Difficoltà: T3

## Traversate
- Capanna Mognone 1 ora
- Capanna Borgna 2 ore
- Capanna Lèis 3 ore
- Capanna Albagno 3 ore
- Capanna Gariss 4 ore